# Ratnagiri
Ratnagiri (marathi: रत्नागिरी) – miasto portowe w południowo-zachodniej części stanu Maharasztra w Indiach. Znajduje się na wybrzeży Morza Arabskiego, w regionie nazywanym Konkan. Jest stolicą dystryktu Ratnagiri. Od wschodu graniczy z pasmem Ghatów Zachodnich.

## Demografia
Według spisu powszechnego z 2011 roku Ratnagiri zamieszkane było przez 76 229 osób, w tym 37 670 mężczyzn i 38 559 kobiet. 63,9% mieszkańców wyznawało hinduizm, 31,25% islam, 0,47% chrześcijaństwo.
Miasto podzielone jest na 28 okręgów wyborczych.

## Transport
Miasto leży na końcu drogi krajowej nr 166, wiodącej do Kolhapur i Miraj. Znajduje się w nim również stacja kolejowa w strefie Konkan Railway. Kolej łączy miasto m.in. z Pune i Mumbajem.